# Tanneries de Malmedy
 (août 2018).

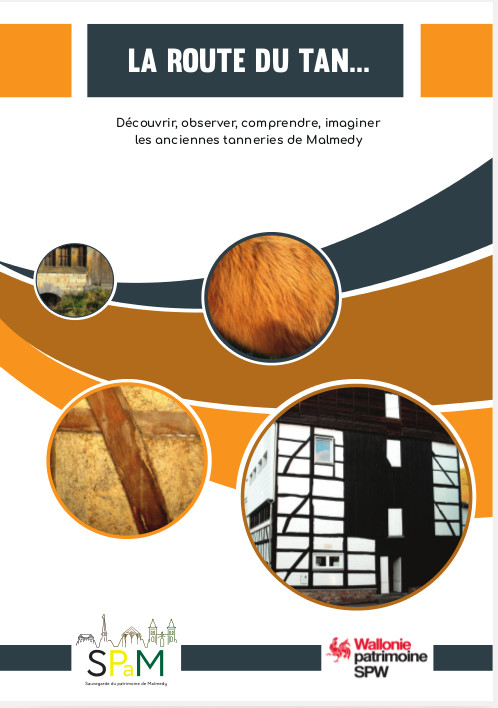
Pour découvrir, observer, comprendre et imaginer les anciennes tanneries de Malmedy.

Depuis plusieurs siècles, par sa situation géographique, Malmedy est un important centre de tannage : au cœur de forêts de la Haute-Ardenne (Belgique), la commune disposait d'une source non négligeable d’écorce de chêne ; deux rivières (la Warche et la Warchenne) lui fournissent l'eau et l’énergie hydraulique nécessaires aux moulins à tans ; enfin l'élevage – notamment les bêtes à cornes – donne accès à la principale matière première, la peau animale. 

## Histoire

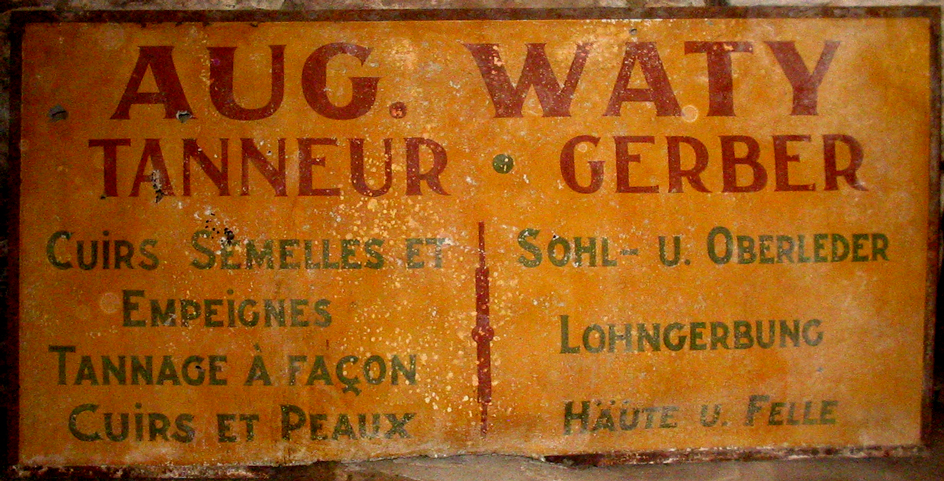
Panneau émaillé

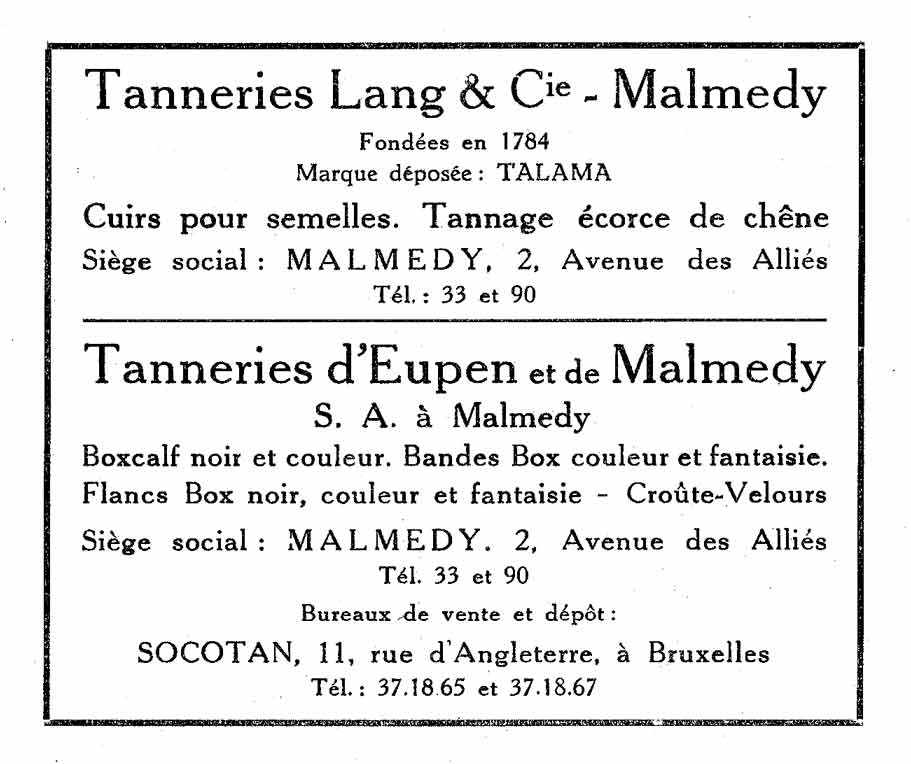
Encart publicitaire

Vers le milieu du XVIe siècle, les moines, propriétaires de la majorité des terres de la région, autorisent l'installation de fosses à tan juste en dehors des enceintes de la cité et, en 1595, les seize tanneries sont rassemblées au lieu appelé « so l'Fa », un terrain longeant la Warchenne. Le rattachement à la France et en particulier les guerres napoléoniennes (1795-1815) ont favorisé l'industrie du cuir, matière première des souliers, bottes, selles, harnais , etc., utilisés durant les campagnes militaires . 
Le traitement des peaux a permis à Malmedy de prendre de l'importance : les cuirs issus de ses tanneries étaient exportés jusqu'en Allemagne par quelques riches marchands. Ce commerce leur a permis de faire fortune : les maisons Cavens et Villers, grandes maisons bourgeoises, sont des exemples montrant encore de nos jours les richesses accumulées par certaines familles. 
Ensuite, une partie des tanneries malmédiennes s'est adaptée aux nouvelles techniques. De grands hangars furent élevés pour abriter les nouvelles machines (à battre et à lisser le cuir), introduites au XIXe siècle par la Révolution industrielle, et les séchoirs chauffés et ventilés en permanence. 
Au XXe siècle, il ne restera que la tannerie Lang qui s’est adaptée à l’industrialisation et survécu aux deux guerres. Elle cessera ses activités fin des années 1980. De nombreuses granges de tanneries construites à la fin du XVIIIe ou au début du XIXe siècle seront détruites lors des bombardements de décembre 1944 (bataille des Ardennes), tandis que d'autres seront victimes d'incendie ou de la pression immobilière de la fin du XXe siècle et des premières décennies du XXIe siècle. Quelques rares bâtiments ont été rénovés.

## Architecture

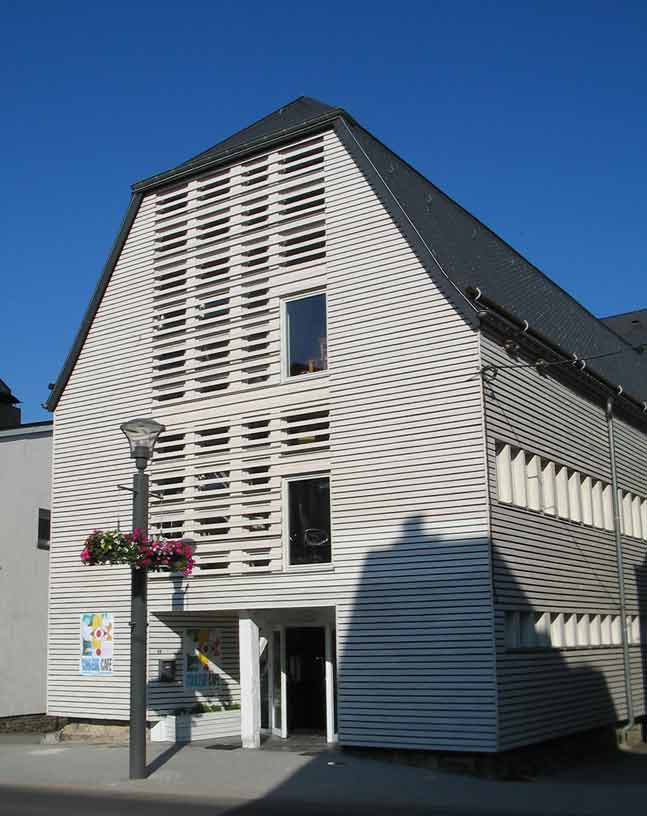
Tannerie rénovée à Malmedy : Hore Kinon.

La tannerie Kalpers offre un exemple de l’architecture industrielle des XVIIIe et XIXe siècles. Cette tannerie, reprise au Patrimoine Monumental de la Belgique, ne bénéficie cependant d'une protection, car elle n'est pas classée.
La tannerie Kalpers cesse ses activités en 1969. Un incendie détruit les tanneries voisines en 1977. A cette occasion, les poutres de son pignon ont été léchées par les flammes, certains panneaux de torchis ont disparu, mais cette grange a conservé sa structure. Comme toutes les tanneries de cette région, son ossature est constituée de grosses poutres en chêne. Les pans-de-bois étaient fermés par un clayonnage (des bâtons verticaux maintenus en place par des baguettes entrelacées) recouvert de torchis, un mélange de terre crue et de paille ou de poils,.

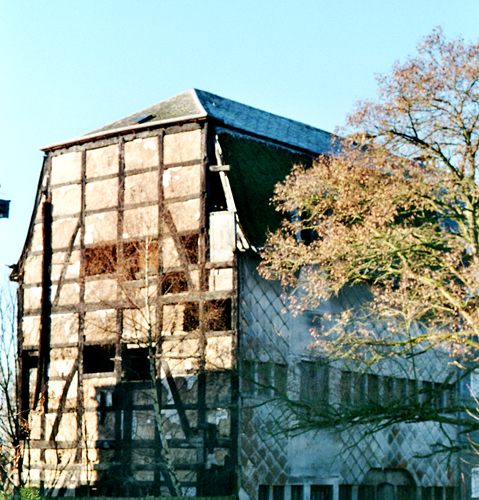
Tannerie Kalpers : ossature en bois et panneaux de torchis du pignon.

Le bâtiment, qui borde une partie de la place des Arsilliers, est un long rectangle de deux étages et d'un troisième mansardé à coyaux et couvert d'éternit sur pointe. Son ossature en bois repose sur un soubassement formé de moellons d'arkose percé de fenêtres et d'entrées en schiste ardoisier.

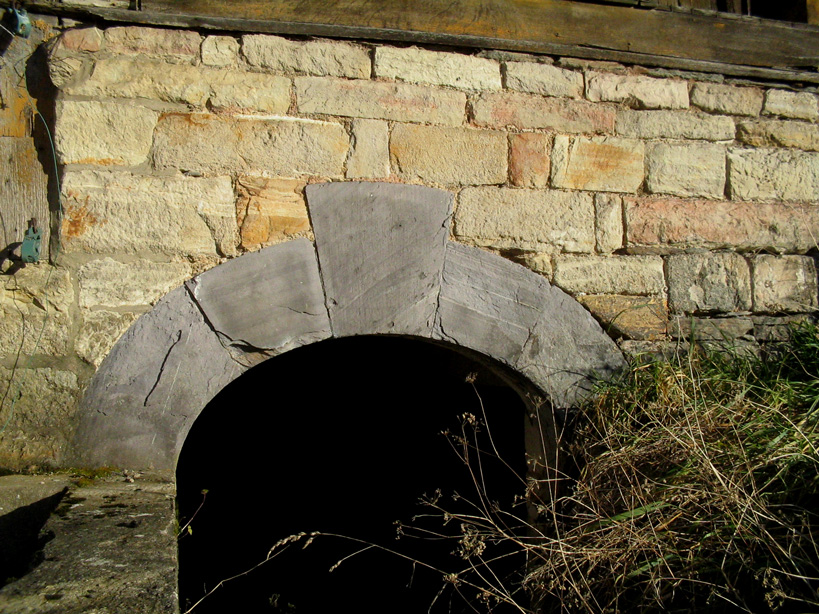
Tannerie Kalpers : encadrement de schiste ardoisier

### Caves

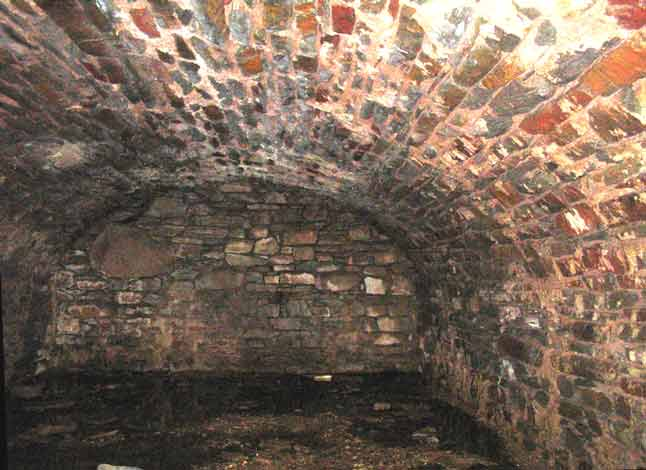
Cave voûtée.

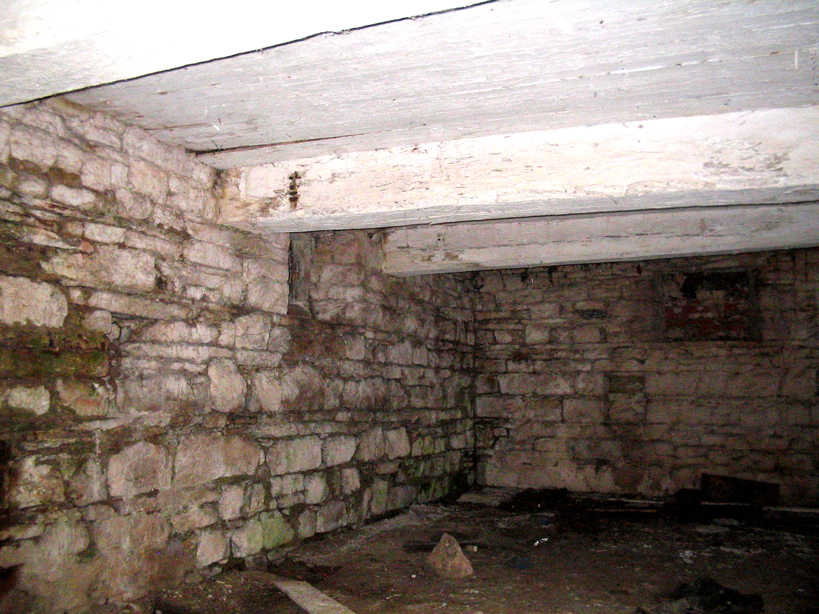
Cave non voûtée.

Comme dans toutes les granges de tanneries, de grandes caves occupaient le sous-sol. La première cave, qui recevait les peaux, était la cave d'échauffe (en wallon : tchôd trô), une cave voûtée sans aération, où elles subissaient un début de fermentation facilitant leur épilage.
Cette dernière opération était réalisée dans une autre cave (en wallon : l'ouhiène). Dans cette cave, le plafond est constitué du plancher du rez-de-chaussée.

### Rez-de-chaussée

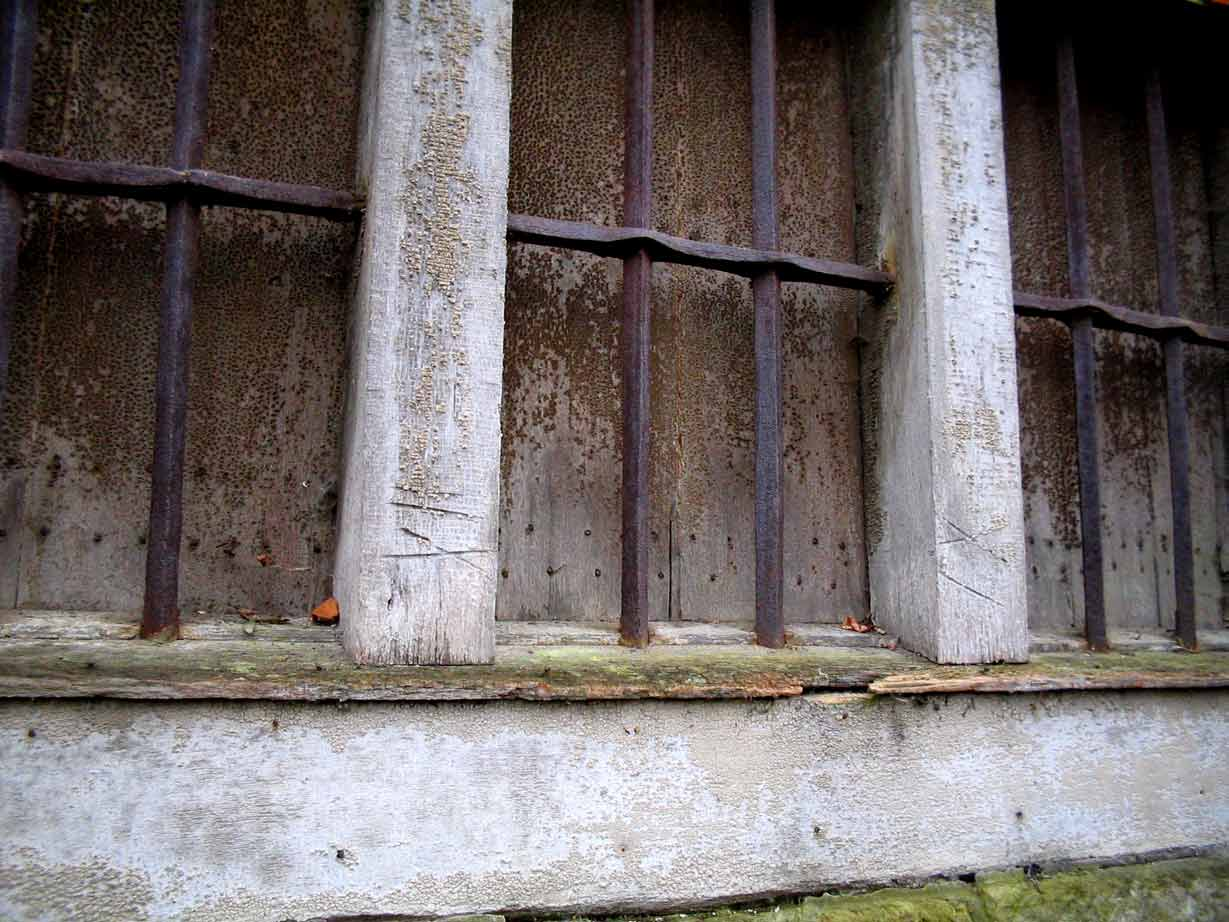
Fenêtres du rez-de-chaussée équipées de barreaux. Volets intérieurs en bois. Des marques d'assemblage sont visibles sur certaines poutres.

Ce niveau, percé de nombreuses fenêtres, servait à stocker les cuirs tannés et secs. Ils y étaient, pesés, mis en bottes, étiquetés, puis chargés sur un chariot pour être expédiés à leurs acheteurs. 

### Premier étage

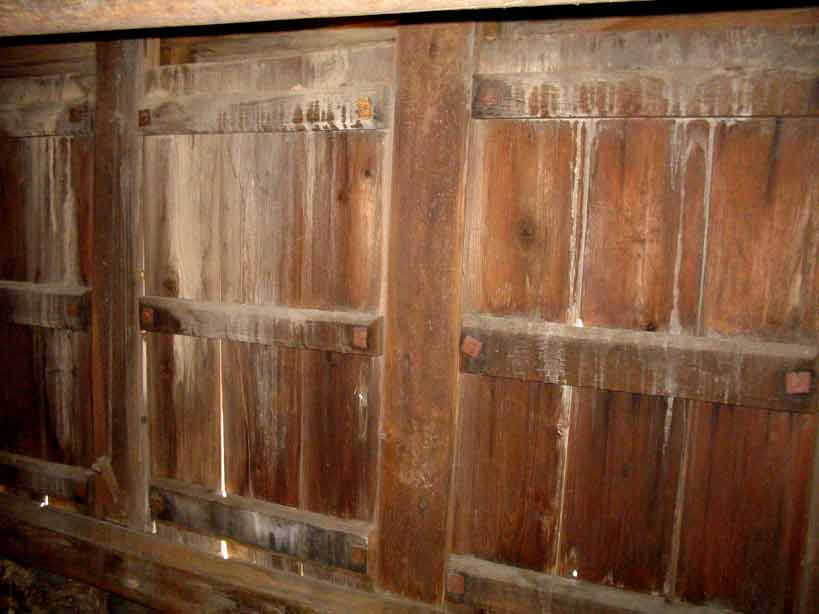
Volets du séchoir (1er étage).

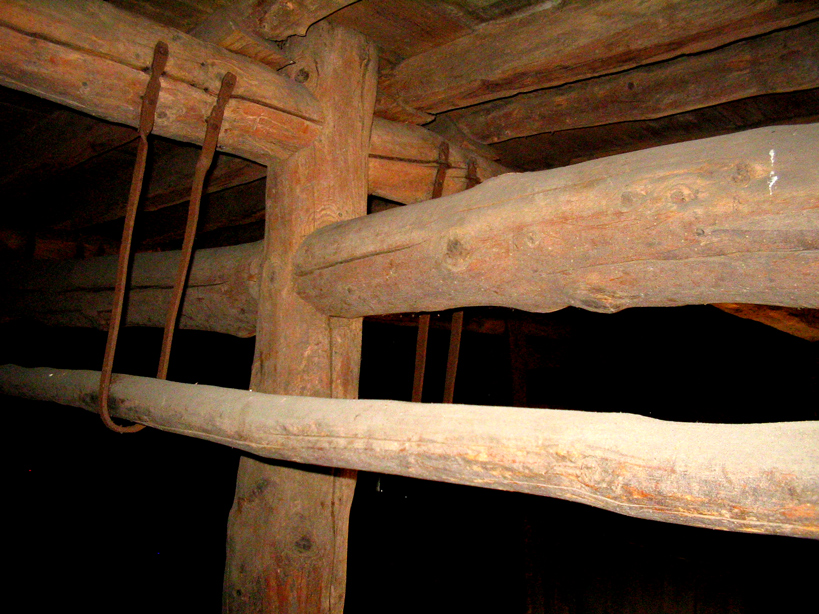
Perche sur laquelle les peaux étaient suspendues

Le premier étage servait de séchoir. Par mauvais temps, les peaux y étaient transportées et déposées sur des perches (en wallon : haltas), qui la traversaient de part en part. Quand le temps était sec, elles pouvaient être exposées au soleil autour des granges.

### Grenier
Le toit mansardé de la grange formait un grenier fort vaste percé de grandes lucarnes. Ce grenier permettait de stocker les fagots d'écorce de chêne, sources des tannins végétaux, qui y étaient hissés à l'aide d'une poulie fixée sous le fronton des lucarnes.

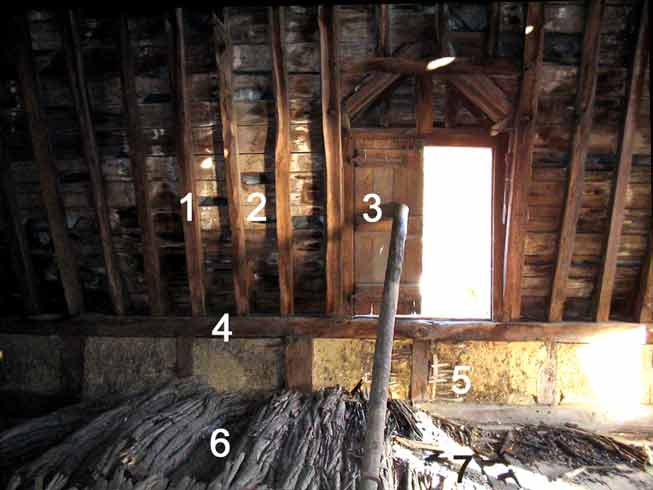
Tannerie Kalpers (Malmedy), structure de la charpente du toit (vue partielle) : 1. Chevron ; 2. Voliges ; 3. Porte au niveau de l’ouverture du monte-charge ; 4. Sablière (pièce de bois horizontale) ; 5. Torchis ; 6. Fagots de chêne ; 7. Plancher du comble.

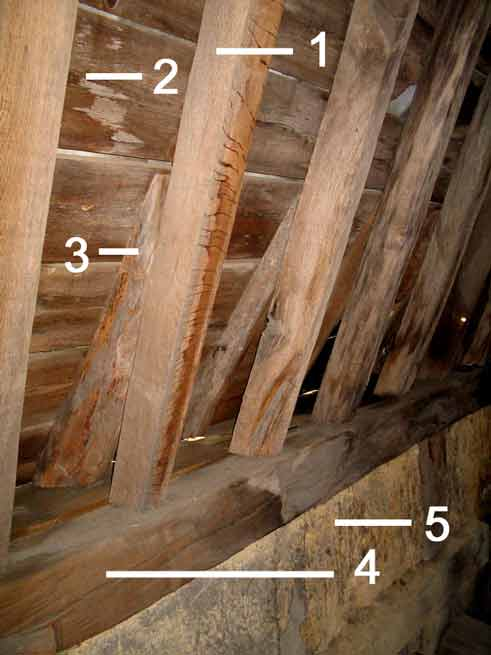
Tannerie Kalpers (Malmedy), structure de la charpente du toit (vue latérale, versant) :1. Chevron ; 2. Voliges (planches reliant les chevrons et supportant les matériaux de couverture) ; 3. Coyau (court chevron destiné à adoucir l’égout par un léger relevé du versant) ; 4. Sablière ; 5. Torchis.